# Passy (Yonne)
Pour les articles homonymes, voir Passy.
Passy est une commune française située dans le département de l'Yonne en région Bourgogne-Franche-Comté.

## Géographie

### Situation
Passy est dans la partie nord du département de l'Yonne à 12,5 km au sud de Sens, en rive droite (côté est) de la rivière Yonne qui forme sa limite ouest avec Marsangy.

### Hameaux et lieux-dits
Les lieux-dits sont en italiques.
- Barbesole
- les Beauregard
- bois des Brosses
- les Célestins
- les Chaperons
- le Chêne
- la Croix
- la Grande Pièce
- les Groseilliers
- la Potence
- Richebourg[2]

### Climat
Pour des articles plus généraux, voir Climat de la Bourgogne-Franche-Comté et Climat de l'Yonne.
En 2010, le climat de la commune est de type climat océanique dégradé des plaines du Centre et du Nord, selon une étude du Centre national de la recherche scientifique s'appuyant sur une série de données couvrant la période 1971-2000. En 2020, Météo-France publie une typologie des climats de la France métropolitaine dans laquelle la commune est exposée à un climat océanique altéré et est dans la région climatique  Nord-est du bassin Parisien, caractérisée par un ensoleillement médiocre, une pluviométrie moyenne régulièrement répartie au cours de l’année et un hiver froid (3 °C). 
Pour la période 1971-2000, la température annuelle moyenne est de 11,3 °C, avec une amplitude thermique annuelle de 16 °C. Le cumul annuel moyen de précipitations est de 711 mm, avec 11,6 jours de précipitations en janvier et 7,6 jours en juillet. Pour la période 1991-2020, la température moyenne annuelle observée sur la station météorologique de Météo-France la plus proche, « Sens », sur la commune de Sens à 10 km à vol d'oiseau, est de 11,9 °C et le cumul annuel moyen de précipitations est de 644,7 mm. 
La température maximale relevée sur cette station est de 42,4 °C, atteinte le 25 juillet 2019 ; la température minimale est de −22,6 °C, atteinte le 14 février 1956,,. 
Les paramètres climatiques de la commune ont été estimés pour le milieu du siècle (2041-2070) selon différents scénarios d'émission de gaz à effet de serre à partir des nouvelles projections climatiques de référence DRIAS-2020. Ils sont consultables sur un site dédié publié par Météo-France en novembre 2022.

## Urbanisme

### Typologie
Au 1er janvier 2024, Passy est catégorisée commune rurale à habitat dispersé, selon la nouvelle grille communale de densité à sept niveaux définie par l'Insee en 2022.
Elle est située hors unité urbaine. Par ailleurs la commune fait partie de l'aire d'attraction de Sens, dont elle est une commune de la couronne,. Cette aire, qui regroupe 65 communes, est catégorisée dans les aires de 50 000 à moins de 200 000 habitants,.

### Occupation des sols
L'occupation des sols de la commune, telle qu'elle ressort de la base de données européenne d’occupation biophysique des sols Corine Land Cover (CLC), est marquée par l'importance des territoires agricoles (45,1 % en 2018), en diminution par rapport à 1990 (56,8 %). La répartition détaillée en 2018 est la suivante : 
terres arables (40,9 %), eaux continentales (18,2 %), forêts (16 %), espaces verts artificialisés, non agricoles (9,1 %), mines, décharges et chantiers (6,7 %), zones urbanisées (4,9 %), zones agricoles hétérogènes (4,2 %), milieux à végétation arbustive et/ou herbacée (0,1 %). L'évolution de l’occupation des sols de la commune et de ses infrastructures peut être observée sur les différentes représentations cartographiques du territoire : la carte de Cassini (XVIIIe siècle), la carte d'état-major (1820-1866) et les cartes ou photos aériennes de l'IGN pour la période actuelle (1950 à aujourd'hui).

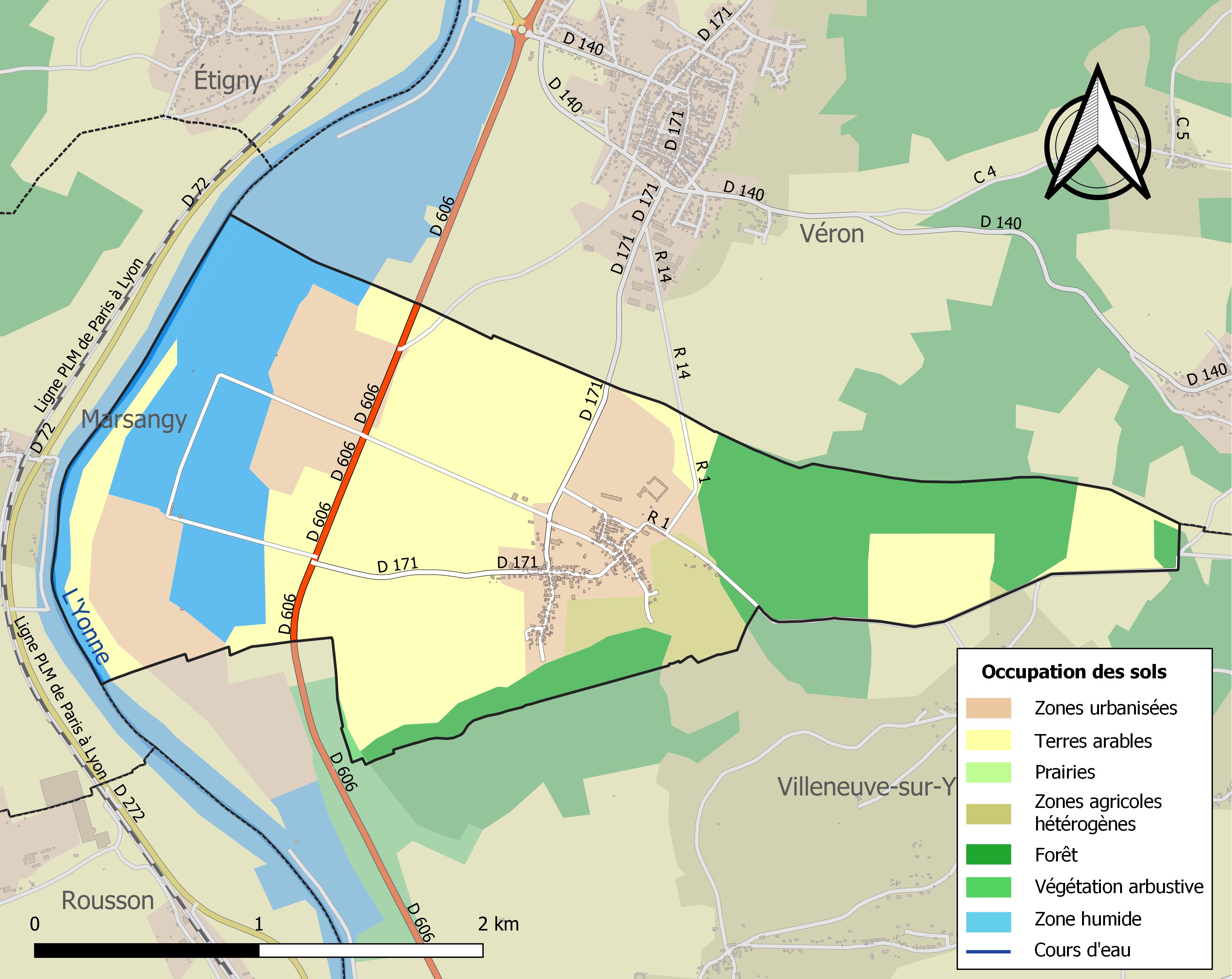
Carte des infrastructures et de l'occupation des sols de la commune en 2018 (CLC).

## Histoire

### Préhistoire
L'occupation du site est très ancienne et remonte au moins jusqu'au Néolithique ancien avec le site des Graviers qui correspond à la deuxième phase de la culture du Villeneuve-Saint-Germain, et le site de la Sablonnière correspondant à la dernière phase de la même culture (Néolithique moyen, groupe de Cerny). Le site de Richebourg est également cité pour le groupe de Cerny - Néolithique moyen, avec des vestiges d'incinérations. Ces trois sites de la Sablonnière, des Graviers et de Richebourg, se succédant du nord au sud le long du cours actuel de l'Yonne, forment une vaste nécropole qui a été repérée dès 1955 par P. Parruzot. Elle est cependant longtemps restée ignorée par les milieux de la préhistoire ; à la fin des années 2000 la plus importante nécropole monumentale du groupe de Cerny actuellement fouillée n'est toujours pas étudiée ni publiée de façon exhaustive.
Le Néolithique moyen (vers 4600 à 3500 av. J.-C.) est représenté par de nombreux tumuli découverts par des fouilles, alors que ceux-ci apparaissaient jusqu'alors comme des anomalies géologiques. La typologie caractéristique de ces sépultures a donné le type dit « de Passy ».
Sur cette précédente occupation est situé un site protohistorique plus récent dit Les Prés pendus, qui apparaît comme étant un important complexe funéraire de crémation et d'inhumation, où deux campagnes de fouilles en 1996 et 1997 ont trouvé une vaste nécropole datant de la fin de l'âge du bronze (vers 1200 av. J.-C.).
En 2006, une zone funéraire allant du Néolithique (4000 av. J.-C.) à la fin de l’âge du bronze (800 av. J.-C.) a été découverte au lieu-dit La Truie Pendue sur la rive droite de l’Yonne, lors de l’agrandissement d’une carrière de granulats.

## Politique et administration

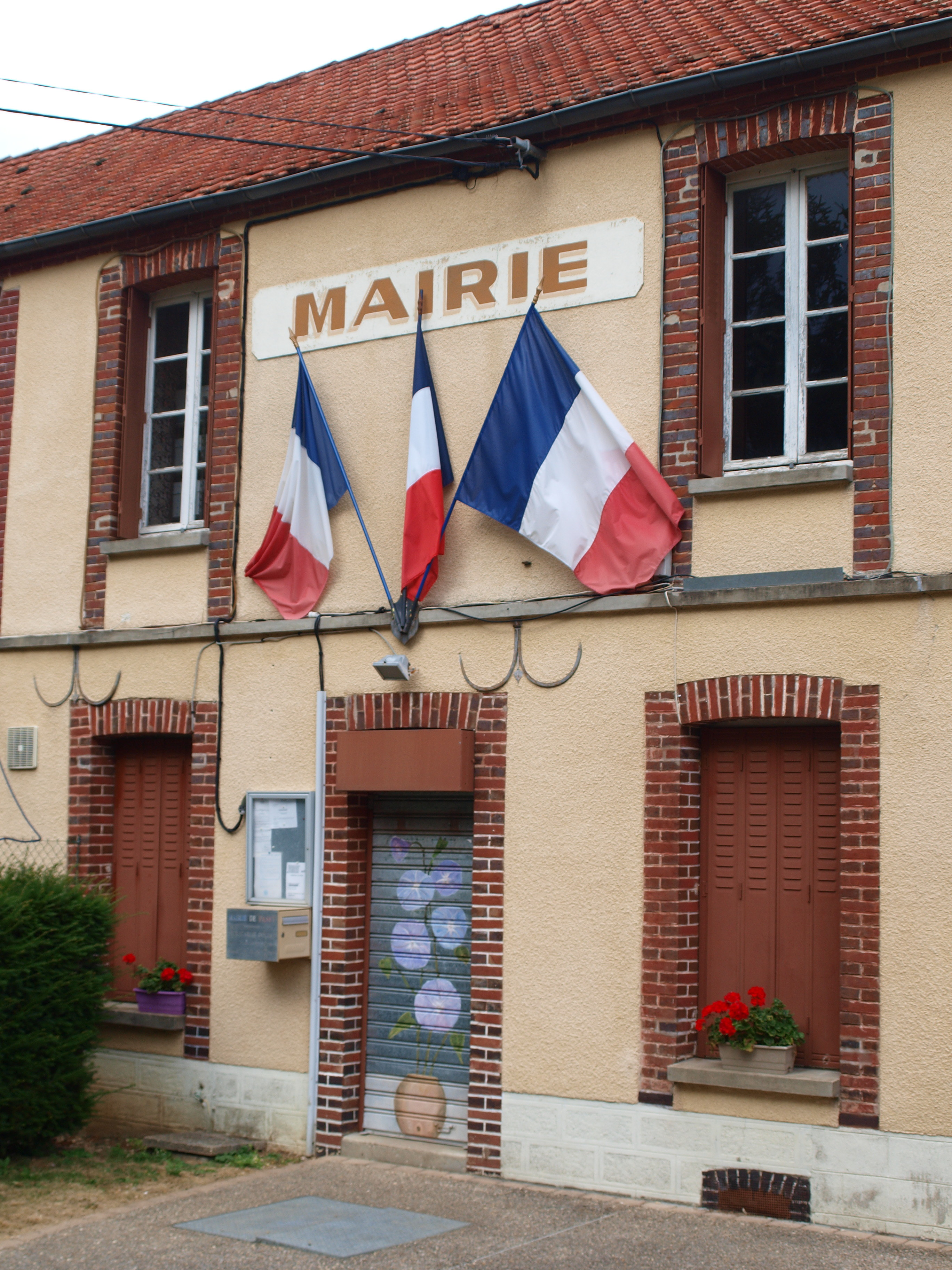
La mairie

### Élections Municipales
| Période    | Période            | Identité    | Étiquette | Qualité |
| ---------- | ------------------ | ----------- | --------- | ------- |
|            |                    |             |           |         |
| avant 2007 | réélu en mars 2008 | Pascal Crou |           |         |

## Démographie
L'évolution du nombre d'habitants est connue à travers les recensements de la population effectués dans la commune depuis 1793. Pour les communes de moins de 10 000 habitants, une enquête de recensement portant sur toute la population est réalisée tous les cinq ans, les populations de référence des années intermédiaires étant quant à elles estimées par interpolation ou extrapolation. Pour la commune, le premier recensement exhaustif entrant dans le cadre du nouveau dispositif a été réalisé en 2007.

En 2022, la commune comptait 329 habitants, en évolution de −3,52 % par rapport à 2016 (Yonne : −1,95 %, France hors Mayotte : +2,11 %).
| 1793 | 1800 | 1806 | 1821 | 1831 | 1836 | 1841 | 1846 | 1851 |
| ---- | ---- | ---- | ---- | ---- | ---- | ---- | ---- | ---- |
| 615  | 589  | 595  | 553  | 591  | 571  | 580  | 568  | 562  |

| 1856 | 1861 | 1866 | 1872 | 1876 | 1881 | 1886 | 1891 | 1896 |
| ---- | ---- | ---- | ---- | ---- | ---- | ---- | ---- | ---- |
| 509  | 536  | 538  | 481  | 449  | 432  | 414  | 366  | 328  |

| 1901 | 1906 | 1911 | 1921 | 1926 | 1931 | 1936 | 1946 | 1954 |
| ---- | ---- | ---- | ---- | ---- | ---- | ---- | ---- | ---- |
| 299  | 316  | 326  | 342  | 277  | 246  | 231  | 219  | 215  |

| 1962 | 1968 | 1975 | 1982 | 1990 | 1999 | 2006 | 2007 | 2012 |
| ---- | ---- | ---- | ---- | ---- | ---- | ---- | ---- | ---- |
| 188  | 169  | 219  | 197  | 223  | 301  | 303  | 304  | 349  |

| 2017 | 2022 | - | - | - | - | - | - | - |
| ---- | ---- | - | - | - | - | - | - | - |
| 342  | 329  | - | - | - | - | - | - | - |

## Culture locale et patrimoine

### Lieux et monuments

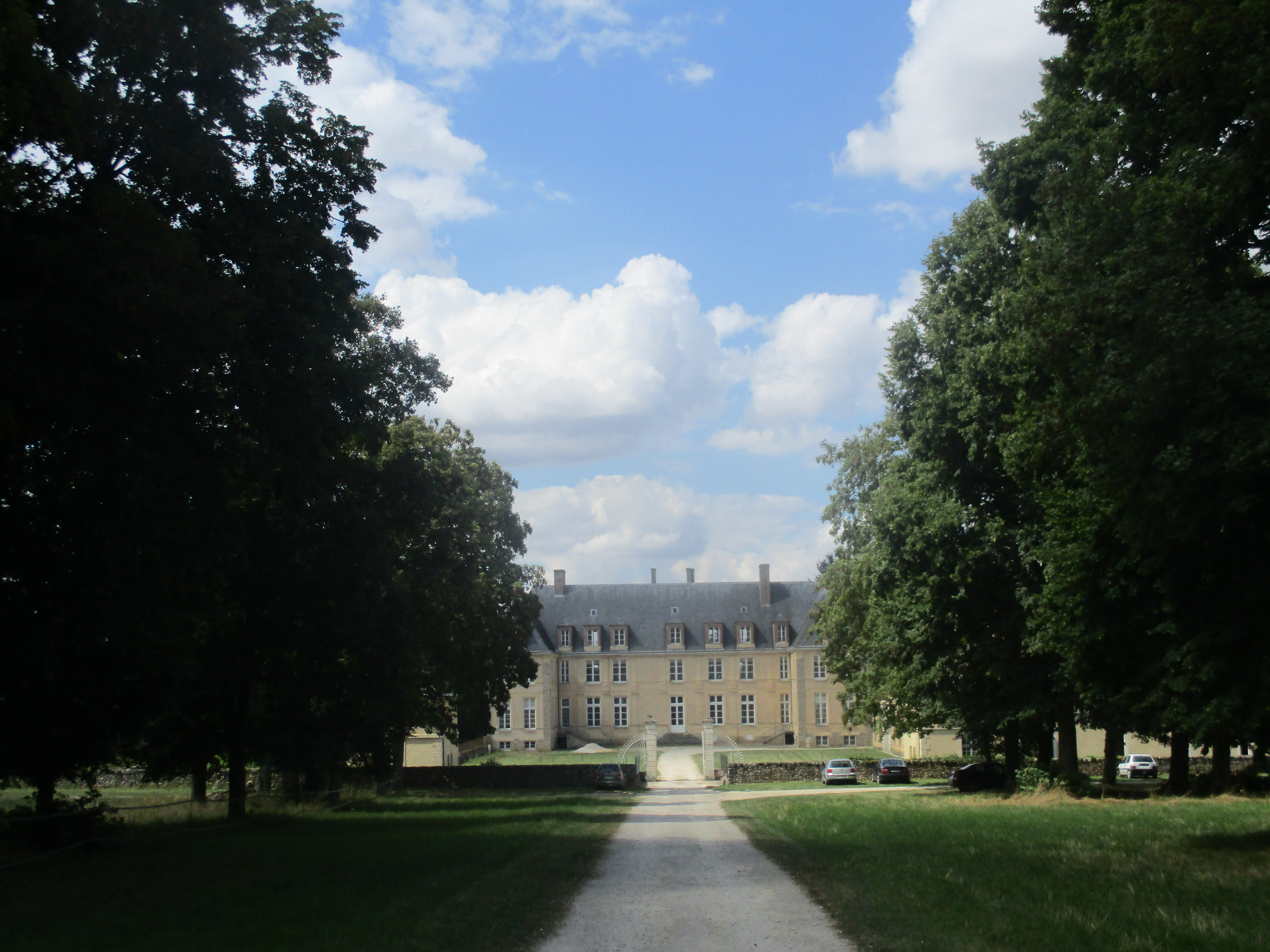
Château de Passy (façade est).

- « La nécropole monumentale Cerny de Passy »[27], groupe de Cerny
- Le château de Passy (inscrit aux Monuments Historiques[28]), aujourd'hui copropriété privée.

### Personnalités liées à la commune
- François-Nicolas Mégret d'Étigny (1673-1734), acquiert la seigneurie de Passy en 1719.
- Anne-Louise de Sérilly (1762-1799), se réfugie au château de Passy avec son mari et leurs quatre enfants.
- François de Pange (1764-1796), homme de lettres, journaliste libéral sous la Révolution française, mort à Passy.
- Pauline de Beaumont (1768-1803), se réfugie aux Groseilliers chez Dominique Paquerault après l'exécution de nombreux membres de sa famille en 1794[29].
- Jules Legras (1866-1939), ethnologue français, né à Passy.

## Pour approfondir